# Tube à essai
Un tube à essai, ou tube à essais, est un récipient utilisé en laboratoire, composé d'un tube cylindrique étroit, ouvert dans sa partie supérieure avec parfois un bord légèrement évasé, fermé par une base arrondie en U ou conique.
On l'appelle parfois éprouvette, terme principal couramment utilisé au Canada francophone et en Suisse.
Le tube à essai est surtout utilisé en chimie et en biologie. De façon plus anecdotique, des tubes à essai sont parfois utilisés comme soliflores et comme conteneurs pour stocker des épices.

## Composition
Ils sont surtout fabriqués en verre borosilicate, en verre neutre ou en verre sodocalcique et désignés respectivement par type I, type II et type III selon la norme internationale ISO 4142.

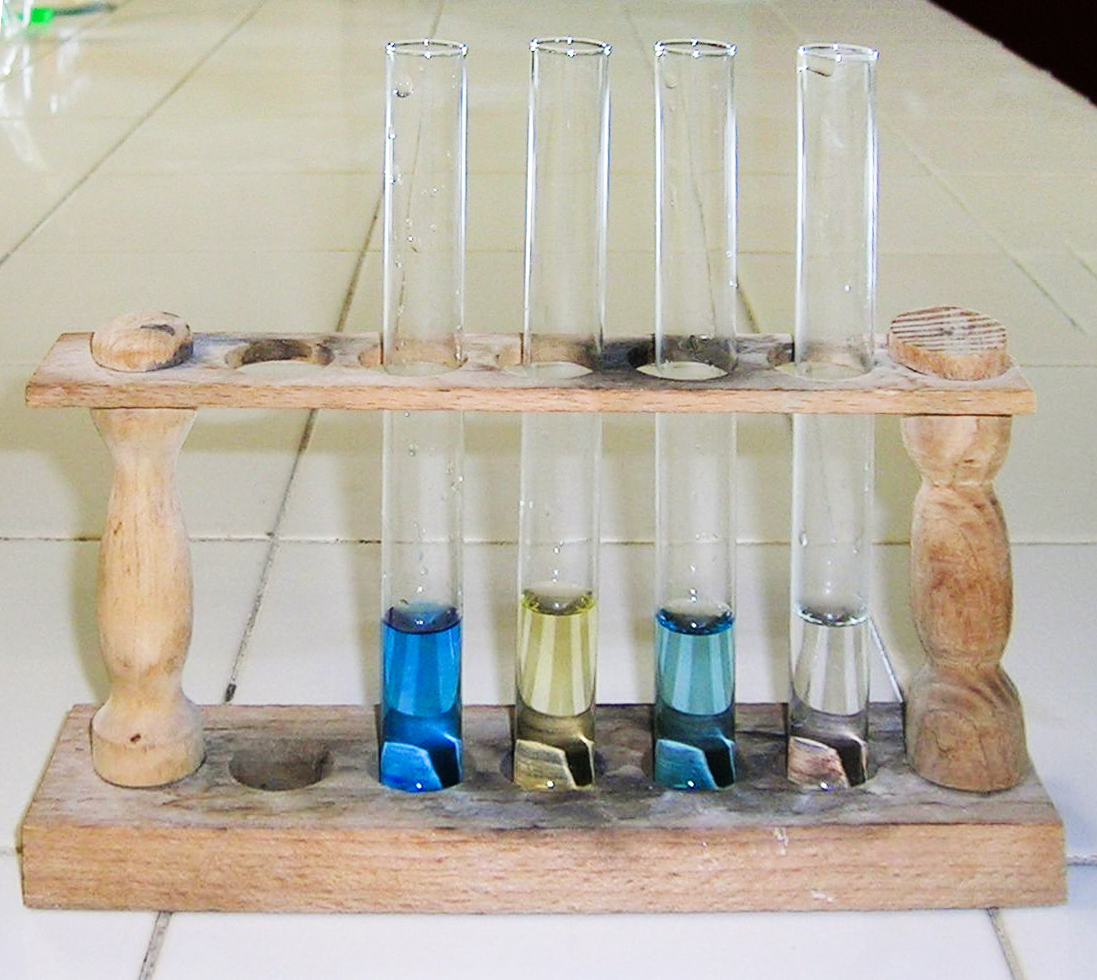
Set de tubes à essai sur portoir
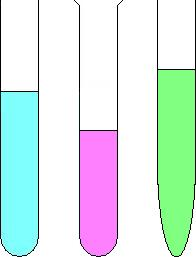
Schéma : diverses formes
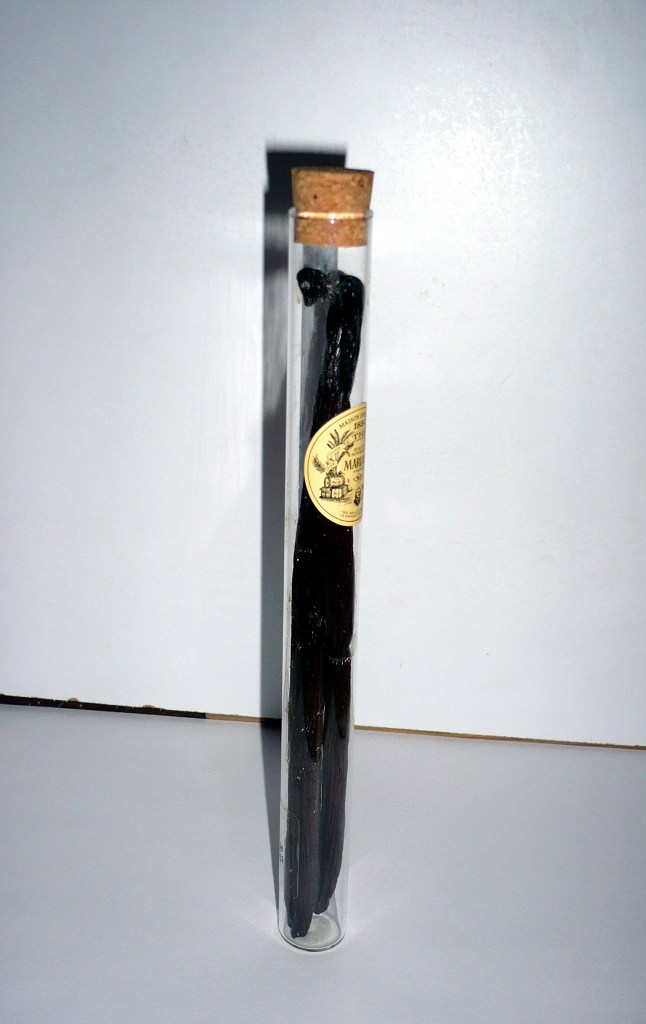
Gousses de vanille conservées dans un tube

## Utilisation
Les tubes à essais ont de multiples utilisations, aussi se déclinent-ils en une multitude de formes, de tailles et de matériaux :
- la forme la plus classique est celle représentée en bleu sur le schéma, avec un fond en U et un bord droit ; on s'en sert pour conserver des échantillons, réaliser des tests simples et chauffer un liquide ;
- la forme évasée permet un transvasement plus facile ;
- la forme conique est surtout utilisée comme tubes à centrifuger ;
- les tubes Vacutainer sont utilisés pour les hémogrammes ;

Les tubes à essais sont généralement utilisés par ensemble ou série plus ou moins important ; de nombreux dispositifs en facilitent le maintien, la manipulation, le déplacement, ou sont le socle d'opérations automatiques.